# Leptospermum benwellii
Leptospermum benwellii är en myrtenväxtart som beskrevs av Anthony R. Bean. Leptospermum benwellii ingår i släktet Leptospermum och familjen myrtenväxter. Inga underarter finns listade i Catalogue of Life.